# Rumbatón
«Rumbatón» es una canción del cantante puertorriqueño Daddy Yankee y el sencillo principal de su séptimo y último álbum de estudio, Legendaddy. Descrita por él como "el buque insignia del álbum", la canción fue lanzada el 24 de marzo de 2022, simultáneamente con el disco y junto con un video musical dirigido por el cineasta dominicano Marlon Peña, que muestra a una pareja de recién casados uniéndose a una fiesta callejera en Puerto Rico. Utiliza el estribillo del tema "Báilame" (2006) del dúo puertorriqueño Trébol Clan. Fue escrita por Daddy Yankee, el productor dominicano y miembro de Luny Tunes Luny y los productores puertorriqueños Eliel y Ovimael "OMB" Maldonado, mientras que el rapero y letrista puertorriqueño Wise, el productor DJ Joe y los miembros de Trébol Clan Periquito y Berto recibieron créditos como compositores de "Báilame". Fue producido por Daddy Yankee y su antiguo colaborador Luny.
Es una canción de "reguetón con infusión de bachata" que recuerda al sencillo de Barrio Fino de Daddy Yankee "Lo que pasó, pasó" (2004) producida por Luny Tunes y Eliel y presenta a este último al piano y al músico dominicano Lenny Santos, exintegrante de Aventura, a la guitarra. Recibió comentarios positivos por parte de los críticos musicales, quienes elogiaron su homenaje a las fusiones tropicales del reggaeton de la década de 2000, y su video musical fue nominado en la 17.ª edición de LOS40 Music Awards. Comercialmente, "Rumbatón" alcanzó el puesto 82 en el Billboard Global 200 y el número uno en Puerto Rico y alcanzó el top 10 en seis países, así como el top 20 en otros seis, y recibió una certificación de platino en España.

## Antecedentes y composición
"Rumbatón" fue escrita por Daddy Yankee, Eliel, el miembro de Luny Tunes Luny y Ovimael "OMB" Maldonado, mientras que Wise, DJ Joe y los miembros de Trébol Clan Gilberto "Berto" Vélez y Héctor "Periquito" Pagan recibieron créditos de composición por el uso de su tema "Báilame" (2006). Fue producido por Daddy Yankee, quien también lo programó, y Luny, quien previamente había trabajado con él en el álbum de estudio del primero, Barrio Fino (2004), sobre todo en sus temas "Gasolina" y "Lo que pasó, pasó", como así como varios otros sencillos como "Mayor que yo", "Machucando" (ambos de 2005), "Noche de entierro" (2006), "Limbo" (2012) y "Si Supieras" (2019). Fue grabado y mezclado por Luny y masterizado por el ingeniero de audio estadounidense Michael Fuller.
Ha sido descrita como una canción de "reggaeton con infusión de bachata" que recuerda a "Lo que pasó, pasó" y tiene una duración de cuatro minutos y ocho segundos, la más larga de Legendaddy. Eliel, uno de los productores de "Lo que pasó, pasó", toca el piano en "Rumbatón". Gary Suárez ' Rolling Stone escribió que con la adición de "un toque tropical" al álbum, la canción "[se inclina] hacia los ritmos isleños que precedieron al género elegido [por Daddy Yankee]". La canción toma su estribillo de "Báilame" (2006), escrita por Wise, producida por DJ Joe e interpretada por Trébol Clan. Daddy Yankee nunca había escuchado "Báilame" hasta que Luny se lo mostró y decidió usar el coro para recordar y darle a la canción un toque retro y "atemporal" al mismo tiempo que la combinaba con sonidos contemporáneos. Encontró la canción interesante y quería que los oyentes que no la habían escuchado, como él, la escucharan a través de una nueva versión.
Daddy Yankee quiso revivir el reguetón y las fusiones tropicales de los años 2000, época en la que canciones como "Dominicana" (2002) de Tego Calderón, "Dile" (2003) de Don Omar y "Pobre diabla" (2004), de Ángel & Khriz, "Ven báilalo" (2004), "Mayor que yo" de Luny Tunes (2005), y "Lo que pasó, pasó" (2004) del propio Daddy Yankee, "Ella me levantó" (2007) y "La despedida" (2010) fueron estrenadas."Rumbatón" también le recuerda la era de los mixtapes de la década de 1990, en la que los raperos de Puerto Rico solían grabar sus propias versiones de las canciones de los demás.

## Recepción
Escribiendo para The New York Times, Isabelia Herrera elogió la pista como una "llamada nostálgica a las fusiones de salsa y reggaeton de mediados de la década de 2000", con sus "trompetas del tamaño de un estadio y líneas de piano vibrantes". Lucas Villa ' Spin lo describió como "una colorida celebración de las raíces de Daddy Yankee en el género" a través de un "regreso al bachatón" dirigido por cuernos. Fue seleccionado entre los aspectos más destacados del disco por Jeanette Hernández de Remezcla y Jordi Bardají del sitio web de música en español Jenesaispop; este último escribió que "se postula como la potencial canción del verano" en España por su "estribillo tonto que incita a bailar reguetón 'de lao' a lao". La Academia de Grabación lo incluyó en su lista de "Guía esencial de Daddy Yankee" y su escritora Isabela Raygoza lo describió como "un homenaje de bienvenida y despedida que captura el legado perdurable de Daddy Yankee".

### Elogios
| Ceremonia                  | Fecha                  | Categoría                   | Resultado     |
| -------------------------- | ---------------------- | --------------------------- | ------------- |
| Premios de la música LOS40 | 4 de noviembre de 2022 | Latino Global – Mejor Video | En proceso... |

## Desempeño comercial
Tras el lanzamiento del séptimo y último disco de Daddy Yankee "Legendaddy", «Rumbatón» debutó y alcanzó el puesto 82 en el Billboard Global 200, convirtiéndose en la segunda canción del álbum con las listas más altas en la lista después de "X última vez" en el número 23. En los Estados Unidos, alcanzó el puesto 19 en la lista US Hot Latin Songs. En los países de habla hispana, "Rumbatón" alcanzó el número uno en Puerto Rico durante tres semanas, dos en El Salvador y Uruguay alcanzó el top 10 en Honduras. Ecuador, Chile, y Perú, así como el top 20 en España, donde fue la canción más alta en las listas del álbum. Costa Rica, Guatemala, México, Venezuela, Panamá y Bolivia. También se ubicó en el puesto 82 en Argentina Hot 100 y en el puesto 33 en el top 100 mensual de Paraguay, y finalmente recibió una certificación de platino en España por unidades de más de 60,000 transmisiones equivalentes a pistas.

## Video musical
El video musical de "Rumbatón" fue uno de los nueve que se estrenaron simultáneamente con el lanzamiento de Legendaddy el 24 de marzo de 2022. Fue dirigida por el cineasta dominicano Marlon Peña, con quien Daddy Yankee había trabajado anteriormente en videos musicales como "Mayor que yo" (2005), "Shaky Shaky" (2017), "Con calma", "China" y "Que tire pa' lante" (todo 2019), así como en clips de los temas de Legendaddy "Agua" y "La ola". Retrata a una pareja de recién casados que terminan uniéndose a una fiesta callejera en el municipio puertorriqueño de Cabo Rojo justo después de su matrimonio. Cuenta con cameos del productor de la canción Luny, así como DJ Joe y Periquito, miembro del Trebol Clan, productor y uno de los intérpretes de "Báilame", respectivamente. 
Un bailarín de la plantilla del rapero puertorriqueño Bad Bunny reveló que los bailarines tuvieron que usar monitores internos para escuchar la canción mientras el público y los extras escuchaban un patrón genérico de tambores de reggaeton a través de parlantes durante la filmación del video musical con el fin de evitar que la canción se filtre en línea. Los bailarines fueron coreografiados por el coreógrafo ucraniano Greg Chapkis, quien también trabajó en los videos musicales ' Legendaddy para las canciones "Agua" y "La ola", así como en clips de otras canciones de Daddy Yankee, que incluyen "Con calma" y "Que tire pa' lante" (ambas de 2019).

## Espectáculos en vivo
Daddy Yankee interpretó la canción en un video pregrabado como acto de apertura de la 19.ª edición de los Premios Juventud, celebrada el 21 de julio de 2022. Fue incluido en el setlist de su gira de conciertos de despedida, La Última Vuelta.

## Créditos y personal
- Clan Trébol - composición [lower-alpha 1]
- Eliel - piano, composición de canciones
- Michael Fuller - ingeniero de masterización
- DJ Joe - composición [lower-alpha 1]
- Luny - productor, ingeniero de grabación, ingeniero de mezcla, compositor
- OMB - composición de canciones
- Lenny Santos - guitarra
- Sabio - composición [lower-alpha 1]
- Daddy Yankee - voz, productor, programación, composición

## Posicionamiento en listas
| Lista (2022)                       | Mejor posición |
| ---------------------------------- | -------------- |
| Argentina (Argentina Hot 100)      | 82             |
| Bolivia (Billboard)                | 19             |
| Chile (Billboard)                  | 8              |
| Costa Rica (Monitor Latino)        | 11             |
| Ecuador (Billboard)                | 6              |
| El Salvador (Monitor Latino)       | 2              |
| Guatemala (Monitor Latino)         | 13             |
| Global 200 (Billboard)             | 82             |
| Honduras (Monitor Latino)          | 5              |
| México (Monitor Latino)            | 5              |
| Panamá (Monitor Latino)            | 18             |
| Perú (Billboard)                   | 8              |
| Puerto Rico (Monitor Latino)       | 1              |
| España (PROMUSICAE)                | 11             |
| Uruguay (Monitor Latino)           | 2              |
| Estados Unidos (Hot Latin Songs)   | 19             |
| Latin Airplay de EE.UU (Billboard) | 11             |
| Venezuela (Monitor Latino)         | 14             |

| Lista (2022)   | Mejor posición |
| -------------- | -------------- |
| Paraguay (SGP) | 33             |

| Lista (2022)                        | Posición |
| ----------------------------------- | -------- |
| Bolivia (Monitor Latino)            | 50       |
| Chile (Monitor Latino)              | 47       |
| Costa Rica (Monitor Latino)         | 43       |
| Ecuador (Monitor Latino)            | 14       |
| El Salvador (Monitor Latino)        | 14       |
| Guatemala (Monitor Latino)          | 91       |
| Honduras (Monitor Latino)           | 18       |
| América Latina (Monitor Latino)     | 89       |
| Panamá (Monitor Latino)             | 83       |
| Paraguay (Monitor Latino)           | 84       |
| Perú (Monitor Latino)               | 54       |
| Puerto Rico (Monitor Latino)        | 19       |
| Uruguay (Monitor Latino)            | 14       |
| US Latin Rhythm Airplay (Billboard) | 36       |
| Venezuela (Monitor Latino)          | 57       |

## Certificaciones
| Región              | Certificación | Unidades certificadas/ventas |
| ------------------- | ------------- | ---------------------------- |
| España (PROMUSICAE) | Platinum      | 60,000                       |